# Lípa (okres Havlíčkův Brod)
Lípa (německy Linden) je obec v okrese Havlíčkův Brod v Kraji Vysočina, zhruba šest kilometrů jihozápadně od Havlíčkova Brodu. Žije zde přibližně 1 200 obyvatel.

## Historie
První písemná zmínka o obci pochází z roku 1351. Z roku 1351 a 1353 je vesnice doložena pod názvem Schonlinden, roku 1383 Krasna Lipa. Jméno Lípa se objevuje v roce 1496, 1544 Lippy a 1629 Przy Lippy. V 19. století bylo používáno jak české jméno Lípa, tak německé Linden.
V průběhu druhé světové války nechala Ústředna pro židovské vystěhovalectví na Krausově statku zřídit přeškolovací tábor pro mladé židovské muže s kapacitou 400 míst. Mladí Židé se zde měli podle nacistických úřadů naučit pracovat v zemědělství a „přivyknout disciplíně“, byli však také nasazeni při „mimořádných úkolech“ (např. při stavbě železnice či odklízení sněhu). Od července 1940 do února 1945 jím prošlo 1353 lidí, většina z nich byla poslána do Terezína a jiných táborů. Odhaduje se, že přežilo jen sto osob. Na budově v místě někdejšího tábora je umístěna pamětní deska s textem: „Zde byl v letech 1941 až 1945 židovský pracovní tábor. Na paměť těch, kteří zde trpěli a nepřežili.“
Obec v roce 2014 získala ocenění v rámci soutěže Vesnice Vysočiny 2014, tj. konkrétně obdržela Oranžovou stuhu za spolupráci obce a zemědělského subjektu. V roce 2015 získala obec ocenění v soutěži Vesnice Vysočiny 2015, konkrétně obdržela Bílou stuhu za činnost mládeže. V roce 2016 získala obec nejvyšší ocenění v soutěži Vesnice Vysočiny 2016, tj. Zlatou stuhu. V roce 2022 získala obec ocenění v soutěži Vesnice Vysočiny 2022, konkrétně obdržela Diplom za mezigenerační soužití.

## Obyvatelstvo
| Rok            | 1869 | 1880 | 1890 | 1900 | 1910 | 1921 | 1930 | 1950 | 1961 | 1970 | 1980 | 1991 | 2001 | 2006 | 2014 |
| Počet obyvatel | 1020 | 1099 | 1038 | 1078 | 1041 | 1105 | 1119 | 954  | 1027 | 931  | 933  | 900  | 1020 | 1024 | 1123 |

## Části obce
- Lípa
- Dobrohostov
- Chválkov
- Petrkov

## Školství
- Základní škola a Mateřská škola Bohuslava Reynka, Lípa

## Pamětihodnosti
- Sloup se sochou Panny Marie
- Obelisk nad návsí
- Krucifix
- Socha Sv. Floriána
- Smolný kámen